# Лозове (Синельниківський район)
Лозове́ — село в Україні, у Синельниківському районі (до 2020 р. — в Петропавлівському районі) Дніпропетровської області. Входить до складу Петропавлівської селищної громади. Населення становить 200 осіб.

## Географія
Селом протікає річка Лозова, вище за течією на відстані 0,5 км розташоване село Роздори, нижче за течією на відстані 0,5 км розташоване село Росішки.

## Походження назви
На території України 16 населених пунктів з назвою Лозове.

## Історія
- В 1875 році між селами Лозове та Роздори(Яких на той час неіснувало) знаходився хутір Чоботарев який мав 1,2 двори.
- Село Лозове засноване в 1900р вихідцями з села Троїцьке.
- В 1946 Хутір Лозовий перейменовано на село Лозове,а Росишсько- Лозівську сільську Раду, відповідно до назви її центру,Лозівська.
- До 2020 року орган місцевого самоврядування — Лозівська сільська рада.
- 19 липня 2020 року, в результаті адміністративно-територіальної реформи та ліквідації  Петропавлівського району, село увійшло до складу новоутвореного Синельниківського району[1].

## Уродженці
Редька Сергій Анатолійович (1985-2022)—солдат Збройних Сил України, помер на російсько-українській війні.

## Населення
За даними перепису 2001 року.
| Мова       | Кількість | Відсоток |
| ---------- | --------- | -------- |
| українська | 386       | 96,3%    |
| російська  | 15        | 3,7%     |
| Усього     | 401       | 100%     |

## Об'єкти соціальної сфери
- Школа.
- Амбулаторія.
- Будинок культури.
- Пересувне відділення Укрпошти.